# Kung-fu
El término kung-fu (en chino simplificado, 功夫; en chino tradicional, 功夫; pinyin, gōngfu) se refiere, en general, a las artes marciales de origen chino (wushu o quanfa), basadas en ciertos principios filosóficos de origen extremo oriental (budismo y taoísmo, fundamentalmente).

## Terminología
El término kung-fu (literalmente: 功 gōng 'mérito' y 夫 fu 'maestro') significa 'habilidad' o 'maestría'. Es un coloquialismo chino para designar la habilidad adquirida con tiempo, constancia, disciplina y esfuerzo, por lo que en el idioma chino se utiliza para resaltar la destreza o acción impecable de un individuo en el desempeño de un arte o actividad.
También es el término con el que se popularizaron las artes marciales chinas en occidente.
De igual modo, en occidente a las artes marciales chinas también se les dio el nombre de boxeo chino durante el levantamiento de los bóxers (boxer, 'boxeador' en inglés).
Otros términos utilizados para referirse a las artes marciales chinas son wushu (武術 wǔshù 'arte marcial') y kuoshu (國術 guóshù 'arte nacional') en Taiwán.

Cuando en occidente no era conocido el término kung-fu, a menudo se utilizaba el término de karate chino, debido a que Japón se abrió comercialmente a occidente antes que China y sus artes (entre ellas el karate) se popularizaron antes; sin embargo, sus similitudes se deben a que la mayoría de las artes marciales fueron influenciadas por las artes marciales chinas. Aunque, más bien que denominarle así, es más bien el contrario, dado que el karate japonés es una derivación del kung-fu y no al revés. 
El término kung-fu (o kuoshu) se utiliza para referirse al arte marcial chino tradicional en sus diferentes estilos. Por otra parte, tras la revolución cultural china, también se hizo popular el término wushu que adoptó el Gobierno chino para denominar a la nueva versión deportiva del kung-fu (moderno). Como deporte de alto rendimiento con proyección olímpica, estaba más orientado a la demostración gimnástica que a la aplicación marcial. Sus formas o rutinas (taolu) son una simplificación y adaptación de las diferentes formas del kung-fu tradicional, pero con movimientos más vistosos y, a menudo, acrobáticos. 
Posteriormente (1982), en el deporte del wushu, también se creó la modalidad de combate sanda.

## Historia
En China existe constancia de tratados antiguos de lucha y táctica militar desde hace miles de años; quizás el más conocido sea El arte de la guerra (孙子兵法 - Sun Tzu 孙子) del s. VI a. C. Por otra parte, la filosofía en China (confucianismo, taoísmo y budismo) también se conocía incluso antes de la construcción del templo Shaolin (495 d. C.), así como la práctica del Qigong (Chi-kung). 

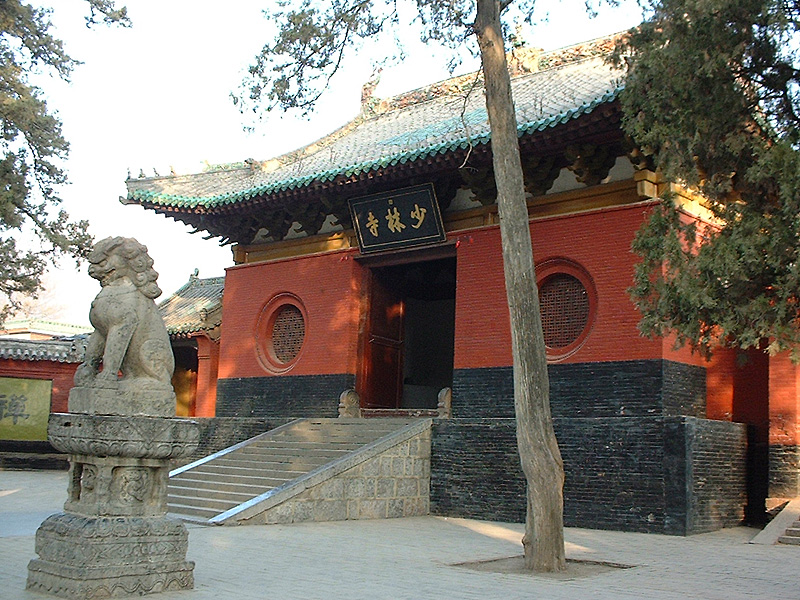
Monasterio de Shaolin

Se considera que el origen de las artes marciales chinas (como tal) no emana de la lucha sino de la filosofía, es decir, de sus principios filosóficos. Por ello, se datan los orígenes del kung-fu en el año 527, cuando, según cuenta la leyenda, un monje budista procedente de la India llamado Bodhidharma (Damo “Tamo” en chino) llegó al monasterio de Shaolin (Henan, norte de China). Damo consideraba que era beneficioso para sus prácticas espirituales que los monjes tuvieran cuerpos sanos y buena salud; por ello les enseñó una serie de ejercicios, para ayudarles en sus meditaciones, que dieron origen a los “18 LuoHan” (“18 ancestros LouHan” o 18 manos de LouHan, según la fuente) que consistía en 18 ejercicios que derivaron en habilidades de lucha. A partir de éstos fueron creados 24 nuevos movimientos y así sucesivamente se comenzaron a crear los primeros estilos (罗汉拳Luohan Quan…). Sin embargo, muy probablemente en el Monasterio de Shaolin no fuesen totalmente desconocedores de algunas habilidades de lucha antes de la llegada de Damo.

### Evolución
La evolución del kung-fu está condicionada por la historia de China, que es donde se desarrolló.

### Dinastía Tang
Época de prosperidad en la que floreció el comercio y el intercambio cultural con otras partes de Asia.
Expansión del budismo: construcción de monasterios y templos, difusión a otros países con vínculos históricos comunes (Corea, Okinawa, Japón). Ligado al budismo chan (que en Japón tomaría la forma de budismo zen) también se difundió, en parte, el kung-fu de Shaolin en China.
Desarrollo de los movimientos de los “18 luohan 十八罗汉”. 
De la escuela Shaolin también destacan las técnicas de bastón (gùn 棍), al no ser considerado como un arma.
La observación de las habilidades de lucha por la supervivencia de algunos animales (tigre, leopardo, serpiente, grulla, mono, mantis etc…) inspiró la adaptación de sus movimientos a algunos maestros de kung-fu caracterizando los estilos que crearon, clasificados por este motivo como estilos imitativos.

### Dinastía Song(960 - 1279)y Dinastía Jin(1115 - 1234)(manchúes, al Norte)
Época de paz y prosperidad en China.
De principios de esta época destaca el emperador Taizu por su afición y fomento del kung-fu. 
Se relaciona con el origen del estilo changquan, por sus colaboraciones en el desarrollo de otros estilos (tanglangquan) y por haber influenciado con sus textos en la creación de otros (taijiquan).
En el siglo XI el budismo chan ya estaba completamente asentado en China.
1127 la corte Song tuvo que refugiarse en el sur ante la inclusión por el norte del imperio mongol.

### Dinastía Yuan(1279 – 1368)(invasión mongola)
El gran imperio mongol invadió China y gobernó con gran dureza.
La práctica de las artes marciales y las armas estaba prohibida a los chinos.
Se popularizó la lucha sin golpeo Shuaijiao.
La rebelión de los “turbantes rojos” (sociedad del Loto Blanco) expulsa a los mongoles. 
También saquearon y destruyeron gran parte del monasterio Shaolin.

### Dinastía Ming(1368 – 1644)
La dinastía Ming fue la "Edad de Oro" antigua del Kung fu.
Período de gran desarrollo en el que los estilos se fueron ampliando y desarrollando (luohanquan, changquan, tanglanquan, xingyiquan, chuojiao, lamapai, taijiquan Chen,...).

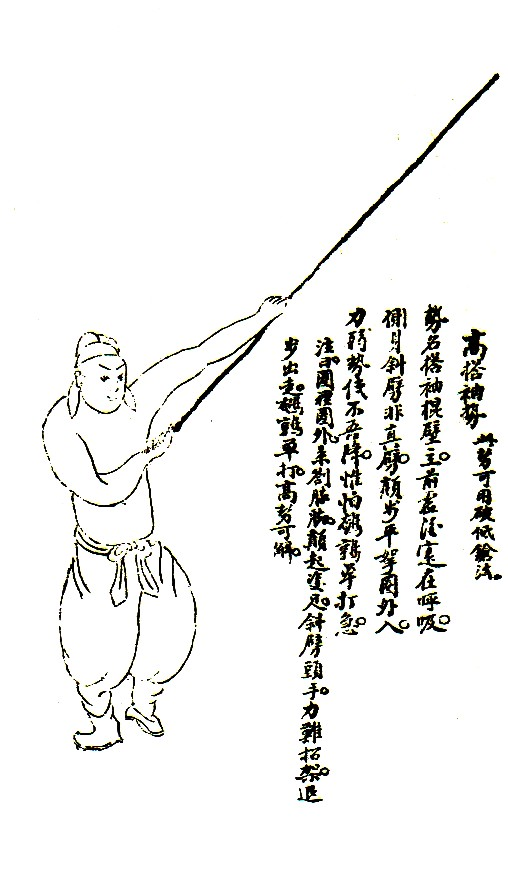
Demostración del Método del Baston Shaolin.

De finales de esta era datan algunas fuentes documentales conservadas que se refieren a los métodos de lucha de Shaolin, destacando el manejo del bastón (gùn 棍).
1560 Jixiao Xinshu (纪效新书) o Nuevo Tratado sobre Eficiencia militar escrito por Qi Jiguang
1560 Zhengqi Tang Ji (正气堂集) de Yu Dayou
1621 Shàolín Gùnfǎ Chǎnzōng (少林棍法闡宗) Método del Palo de Shaolin Chan escrito por Chéng Zōngyóu 程宗猷
1624 Yijin Jing (易筋经) método de la transformación de músculos y tendones
1619 Chen Yuan Bin llega a Japón y enseña kung-fu Shaolín, sus alumnos fundan el jujitsu kito ryu
1630? Wubei Zhi 武備志 (Bubishi, en japonés), de Mao Yuanyi, es un amplio tratado militar de la antigua China en el que se incluye la formación en técnicas de lucha de infantería.
Intervención de los monjes Shaolin contra los ataques de los piratas japoneses.
Una grave crisis económica y desastres provoca una rebelión. Las fuerzas rebeldes saquearon el monasterio Shaolin (pro-Ming) y derrocan a los Ming.

### Dinastía Qing(1644 – 1911)(manchúes)
El imperio manchú invade China desde el norte.
Imponen peinado a los hombres en larga trenza y cabeza medio afeitada.
Destruyen el monasterio Shaolin, y los pocos supervivientes emigran refugiándose en otros monasterios, la mayoría hacia el sur (Fujian,…). 
Muchos manuscritos que documentaban las formas originales de Kung Fu se perdieron o fueron quemados. 
Motivados por este genocidio y también con el fin de preservar las artes, los maestros supervivientes comenzaron a enseñar Kung Fu al pueblo laico anti-Qing.
Los manchúes prohibieron la práctica de las artes marciales, por lo que se llevaba a cabo en secreto.
En el siglo XVII se desarrollaron los estilos del Sur (Hung Gar 洪家,…) que, a pesar de su origen Shaolin (norte), desarrollaron características bastante diferenciadas.
Los manchúes intentaron acabar con los rebeldes del sur (Fujian), obligándolos a emigrar de nuevo más al sur (Cantón) y las islas (Taiwán, Okinawa).
Las influencias del kung fu se extendieron al resto de países de extremo oriente (Japón, Corea, Vietnam, etc) en varios momentos de la historia, ya desde el s. VI asociado a la expansión del budismo chan (zen, en japonés), las relaciones comerciales y las emigraciones provocadas por las guerras o regímenes políticos. Un referente habitual de intercambio cultural entre China y Japón fue la Isla de Okinawa, donde el kung-fu se fusionó a sus sistemas de lucha (artes marciales de Okinawa), dando lugar a lo que hoy se conoce como karate (usaban los mismos términos chinos: “shorin = shaolin", “kempo = quanfa = kungfu”, to-de/ tuidi/ to-de/ Shuri-Te = mano china, tang soo do / tangsudo = “camino de la mano china”; "三戰 sān zhàn = sanchin" forma del estilo de la grulla de Fujian…). Algunos de los estilos de kung-fu que más influencias han tenido son los estilos del sur (como el Bai Hok Pai -estilo de la grulla blanca- y el Hsing I Chuan -boxeo de los cinco elementos-) y también algunos elementos del Shaolín Chuan (boxeo de Shaolin).

En el norte, se desarrollaron más los estilos internos, como el taijiquan.

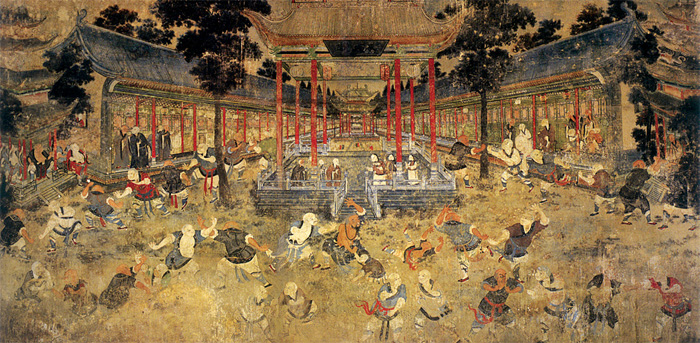
Pinturas en el muro del salón Baiyi (Shaolin)

A finales del siglo XVIII el templo Shaolin es reabierto exclusivamente a fines religiosos (pinturas en el muro del salón Baiyi y Avalokitesvara, año 1800 aprox.).
En el siglo XIX la dinastía manchú había fomentado la idea de la superioridad del Imperio Chino frente a los extranjeros (a los que se consideraba “bárbaros” y vasallos ante la soberanía del emperador), pero lo cierto es que su ejército estaba anticuado (rechazando su modernización por su orgullo nacionalista antioccidental). Las restricciones comerciales a las potencias occidentales en la navegación y puertos de China desataron el enfrentamiento (guerras del opio) y la consecuente “colonización” extranjera (Reino Unido,…). China perdió territorio (Hong Kong,…) y constantemente se vio obligada a conceder indemnizaciones y nuevos privilegios a los occidentales. Japón también aprovechó estas circunstancias para la invasión (Okinawa, Taiwán, influencia sobre Corea).
Todo esto provocó, entre otras cosas, una importante crisis económica así como una grave humillación nacional, aumentando el sentimiento xenófobo del pueblo y el desprestigio de la dinastía Qing. El descontento del pueblo se manifestó en la aparición de movimientos revolucionarios como el de la Rebelión de los bóxers en 1898 (义和团起义 Yìhétuán Qǐyì, “puños rectos y armoniosos”), llamados “boxers” (boxeadores) por los ingleses, en referencia al uso de las artes marciales que practicaban.
Lo sucedido en el s. XIX nos ayuda a comprender el sentimiento nacionalista chino y su introversión en su rechazo hacia los extranjeros, y como el hecho de que las artes marciales chinas (y el budismo) no se conocieron plenamente en occidente hasta finales de dicho siglo. Por otra parte, también contribuyó a desmitificar la esotérica invulnerabilidad que ensalzaba a los bóxers.
En 1910 Huo Yuanjia (maestro del estilo mizong) funda en Shanghái la Jing Wu Athletic Association (精武體育會/ 精武体育会) organización que promueve un enfoque sistemático para la formación en las artes marciales chinas.

### República China (1912-1949)
La Revolución de Xinhai derroca al último emperador Qing e instaura la República.
Fue un período marcado por muchos conflictos políticos (1919 tratado de Versalles concesiones a Japón) y bélicos (guerra civil, invasión de Japón durante la 2.ª Guerra Mundial,…). No obstante, con el nacionalismo republicano las artes marciales chinas fueron consideradas como un medio para fomentar el orgullo nacional y construir una nación fuerte. Y, en consonancia, pasó a denominárseles Kuoshu (o Guoshu 国术 "arte nacional"), término que también se extendió y ha perdurado en Taiwán.
Esta promoción de la enseñanza de las artes marciales chinas hizo que se hicieran más accesibles para el público en general. En 1928 se creó una escuela nacional de artes marciales chinas en Nanjing Guoshu Academia Central 中央国术馆, se organizaron torneos nacionales (1932), un equipo de artistas marciales chinos hizo una demostración pública internacional por primera vez en los Juegos Olímpicos de Berlín (1936) y se formaron numerosas asociaciones de artes marciales y se publicaron muchos manuales de capacitación (拳谱).

### A partir de 1949
Las artes marciales chinas comenzaron a extenderse a nivel internacional con el fin de la guerra civil china y la fundación de la República Popular China en 1949. Muchos artistas marciales decidieron escapar del gobierno de la República Popular China y migrar a Taiwán, Hong Kong y a otras partes del mundo. Esos maestros comenzaron a enseñar dentro de las comunidades chinas, pero con el tiempo ampliaron sus enseñanzas para incluir a personas de otras culturas.
En China continental, la práctica de las artes marciales tradicionales se desalentó durante los turbulentos años de la Revolución Cultural de China (1966-1976). Los Guardias Rojos en persecución y destrucción de las tradiciones chinas saquean el Monasterio de Shaolin y destruyen los manuscritos de su biblioteca. Al igual que muchos otros aspectos de la vida tradicional china, las artes marciales fueron sometidas a una transformación radical para alinearlos con la doctrina revolucionaria maoísta. El gobierno chino creó la Comisión de Cultura Física y Deportes del Estado que regulaba toda actividad deportiva, incluidas las artes marciales chinas, eliminando las escuelas independientes de artes marciales e imponiendo una nueva versión deportiva nacional, adoptando el término de "wushu", con nuevas formas estandarizadas y simplificadas, una adaptación con movimientos más vistosos y, a menudo acrobáticos, de las diferentes formas del kung-fu tradicional. Este nuevo deporte de competición se desvincula de los aspectos de autodefensa (potencialmente subversivos al poder), de los linajes familiares y de las lealtades personales (a los maestros) del kung-fu tradicional. Por otra parte, se contribuyó a popularizar el conocimiento de las artes marciales chinas, especialmente con la simplificación de las formas de algunos estilos, como el taijiquan, resultando más accesibles para la población en general.
La supresión de la enseñanza tradicional en China continental se relajó durante la Era de la Reconstrucción (1976 a 1989), y desde entonces progresivamente la ideología comunista se ha ido haciendo más abierta a puntos de vista alternativos. 
En 1980 se vuelven a abrir las puertas del Monasterio de Shaolin y en 1998 se descentraliza la regulación de las artes marciales chinas.
Fuera de China continental, en Taiwán prosiguió la práctica del kuoshu, en Hong Kong se popularizaron las películas de kung-fu en la década de los 60 y el kung-fu se popularizó en los años 70 en todo el mundo con las películas de Bruce Lee y con la serie de televisión norteamericana llamada Kung fu (protagonizada por David Carradine).

## Características propias del kung-fu
- Es un arte marcial. Sus principios filosóficos lo diferencian de otros sistemas o modalidades de lucha (deportivos, militares o civiles), o deportes de combate que no los poseen. Por ejemplo: lucha libre, gladiadores, pelea callejera,...

- Es de origen chino. Tiene características de la cultura china (uniformidad, filosofía, mitología,...) y utiliza terminología china. Dentro de las artes marciales de extremo oriente es la más antigua (precursora de las demás).- Está formado por una gran variedad de estilos, haciendo del kung-fu una disciplina de lucha "completa" al comprender todo tipo de técnicas, tanto de brazos como de piernas (percusiones, agarres, luxaciones, derribos,...), ya sea sin armas o con ellas (bastón, shuāng jié gùn bastón de dos secciones nunchaku-, espada de doble filo jiàn, lanza qiāng, etc).

Esto lo diferencia también de otros sistemas de lucha y artes marciales que se han especializado limitando el uso de las técnicas de lucha (como por ejemplo el Judo, en el que no se permiten las técnicas de golpeo). 
La denominación de las técnicas del kung-fu puede variar según el estilo, no solo por el dialecto utilizado (mandarín o cantonés) sino porque cada técnica puede describirse de diferentes maneras, con el añadido de que la cultura china también suele utilizar descripciones esotéricas que incluyen elementos de su mitología y tradiciones (tigre, dragón, etc).

## Entrenamiento
El entrenamiento en artes marciales chinas consta de los siguientes componentes: conceptos básicos, formas, aplicaciones y armas; diferentes estilos ponen énfasis variable en cada componente. Además, la filosofía, la ética e incluso la práctica médica son muy apreciadas por la mayoría de las artes marciales chinas. Un sistema completo de capacitación también debería proporcionar información sobre las actitudes y la cultura china.

### Lo esencial
Los conceptos básicos (基本功) son una parte vital de cualquier entrenamiento marcial, ya que un estudiante no puede avanzar a las etapas más avanzadas sin ellos. Los conceptos básicos generalmente se componen de técnicas rudimentarias, ejercicios de acondicionamiento, incluidas las posturas. El entrenamiento básico puede involucrar movimientos simples que se realizan repetidamente; Otros ejemplos de entrenamiento básico son estiramientos, meditación, golpes, lanzamientos o saltos. Sin músculos fuertes y flexibles, manejo del Qi o la respiración, y una mecánica corporal adecuada, es imposible que un estudiante progrese en las artes marciales chinas. Un dicho común sobre el entrenamiento básico en artes marciales chinas es el siguiente: 
内外 相合， 外 重 手 眼 身法 步， 内 修 心神 意氣 力。
Lo que se traduce como:
Hay armonía entre lo interno y lo externo, con un énfasis externo en las manos, los ojos, el cuerpo y los pasos, y un cuidado interno de la mente y la energía.

### Posiciones (步法 bù fǎ)
Las posturas (pasos o 步法) son posturas estructurales empleadas en el entrenamiento de artes marciales chinas. Representan la base y la forma de la base de un luchador. Cada estilo tiene diferentes nombres y variaciones para cada postura. Las posturas pueden diferenciarse según la posición del pie, la distribución del peso, la alineación del cuerpo, etc. El entrenamiento de posturas se puede practicar de forma estática, cuyo objetivo es mantener la estructura de la postura durante un período de tiempo establecido, o dinámicamente, en cuyo caso una serie de los movimientos se realizan repetidamente.
马 步 mǎ bù (posición del jinete)
弓步 gōng bù (posición de arco)
虚步 xū bù (posición vacía)
仆步 pū bù (posición de desplome)
歇步 xiē bù (posición de piernas cruzada)
独立步 dú lì bù (posición de pierna suspendida)
七星步 qī xīng bù (posición 7 estrellas)
跪步guì bù (posición de arrodillarse) 

### Técnicas de manos (手法 shǒu fǎ)
掌 Zhǎng (Palma)
勾 Gōu (enganchar)
拳 Quán (Puño)

### Técnicas de patadas (腿 法 tuǐ fǎ)
正踢腿 zhèng tī tuǐ (patada frontal)
侧踢腿 cè tī tuǐ (patada lateral)
膝 xī (rodilla)

### Técnicas de lucha (摔跤 shuāi jiāo)
摔 shuāi (proyectar)
推 tuī (empujar)

### Técnicas de luxación (擒拿 qinna)
擒 qín (agarre/s)
拿 ná (control)

### Armas tradicionales
La mayoría de los estilos chinos también utilizan el entrenamiento en el amplio arsenal de armas chinas para acondicionar el cuerpo, así como ejercicios de coordinación y estrategia. El entrenamiento con armas (器械; qìxiè) generalmente se lleva a cabo después de que el estudiante es competente en los entrenamientos básicos, de formas y aplicaciones. La teoría básica para el entrenamiento con armas es considerar el arma como una extensión del cuerpo. Tiene los mismos requisitos de trabajo de pies y coordinación corporal que los básicos. El proceso de entrenamiento con armas continúa con formularios, formularios con socios y luego aplicaciones. La mayoría de los sistemas tienen métodos de entrenamiento para cada uno de los Dieciocho Brazos de Wushu (十八 般 兵器; shíbābānbīngqì) además de instrumentos especializados específicos del sistema.
棍 gùn (palo, bastón)
雙節棍 shuāng jié gùn (doble palo atado, "nunchaku" en japonés)
三截棍 sān jié gùn (barra triple o de tres secciones, "sansetsukon" o "sanchaku" en japonés)
刀 dāo (sable)
剑 jiàn (espada)
枪 qiāng (lanza)

### Términos asociados a la práctica de los diversos estilos de kung fu
- Shifu (師父 o 師傅) - Maestro.
- Kwoon (館 guǎn) - sala de entrenamiento o aprendizaje
- Chi Sao (黐手) "manos pegajosas" - método de entrenamiento para el combate a media y corta distancia manteniendo el contacto con los antebrazos del oponente para desarrollar la sensibilidad y los reflejos, a fin de detectar, dirigir y utilizar su propia fuerza. Utilizado en el Wing Chun, Hung Gar, Choy Lee Fut y otros estilos.
- Palma de Hierro (en chino: 铁 掌 功; cantonés: tit1 zoeng gung) es un conjunto de técnicas de acondicionamiento usadas en diversos estilos de kung-fu. Un practicante famoso fue Ku Yu Cheung
- Camisa de Hierro (chino tradicional: 鐵 衫; chino simplificado: 铁 衫; Pinyin: Tie Shan; cantonés: tit1 saam1) es un tipo de acondicionamiento físico de algunos de los estilos duros de kung-fu que busca proteger el cuerpo de los impactos en el combate, mediante la tensión dinámica de algunos o varios grupos musculares.
- Tuishou (推手) término usado para el "empuje de manos", ejercicios en pareja utilizados en los estilos internos (neijia) como el taichí.

### Meditación
En muchas artes marciales chinas, la meditación se considera un componente importante del entrenamiento básico. La meditación puede usarse para desarrollar el enfoque, la claridad mental y puede actuar como base para el entrenamiento de qigong. 

### Uso deQì
El concepto de "Chi" o "Qi" (en chino simplificado, 气; en chino tradicional, 氣; pinyin, qì; literalmente, ‘aire, aliento vital, energía vital’) se define como la energía interna o "fuerza vital" de los seres vivos; como un término para la alineación esquelética adecuada y el uso eficiente de la musculatura (a veces también conocido como fa jin o jin); o como una abreviatura de conceptos que el estudiante de artes marciales aún no está listo para entender en su totalidad. Estos significados no son necesariamente mutuamente excluyentes. La existencia de qi como una forma medible de energía como se discute en la medicina tradicional china no tiene base en la comprensión científica de la física, la medicina, la biología o la fisiología humana. 
Hay muchas aplicaciones en cuanto al control de la circulación de la energía qi, pudiendo ser utilizada para:
- la curación o vitalidad: mediante la medicina tradicional china, la acupuntura, el chi-kung (Qigong), la digitopuntura y la reanimación (kuatsu en japonés),

- la lucha: en la proyección del "grito energético" (发声 fā shēng, 气合 qì hé, "kiai" en japonés) al recibir un ataque, o bien, al ejecutarlo; las técnicas dim mak (點脈 puntos vitales del cuerpo humano basados en la circulación del qi por los meridianos energéticos); concentración en el centro de energía y equilibrio "dantian"; proyección de energía "fājìn", etc. En ocasiones se llevan a cabo demostraciones de su aplicación, como por ejemplo en la ejecución de rompimientos.

Hay muchas ideas con respecto al control de la energía qi de uno hasta tal punto que se puede usar para curarse a sí mismo u otros. Algunos estilos creen en enfocar el qi en un solo punto cuando atacan y apuntan a áreas específicas del cuerpo humano. Dichas técnicas se conocen como dim mak y tienen principios similares a la acupresión.

## Escuelas y estilos

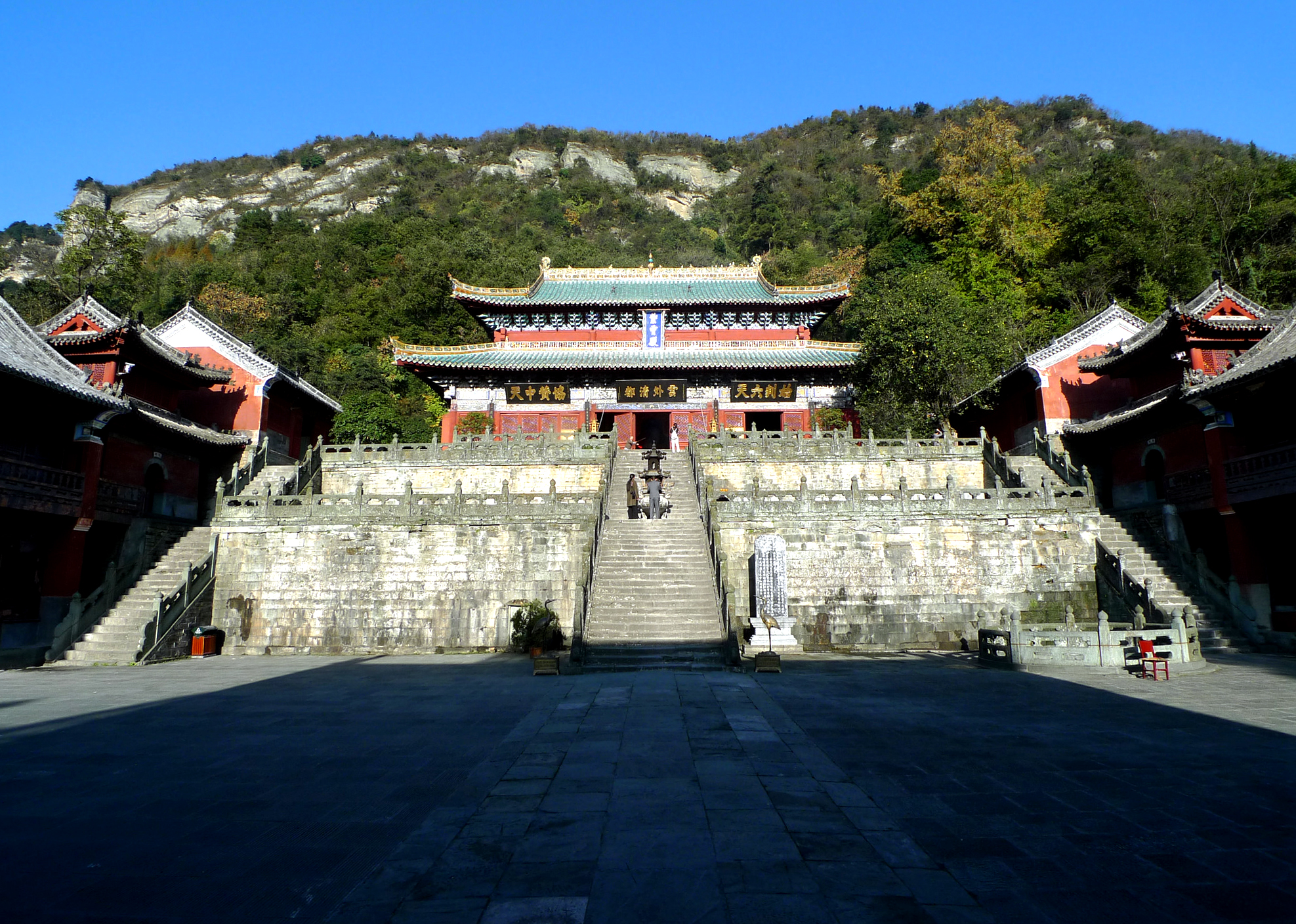
Templo de Wudang.

Los estilos de las escuelas budistas de Shaolin y las escuelas Taoístas de Wudang son los más concocidos hoy día, pero también existen otros, como los de la escuela del Emei (Emei Quan 峨嵋 拳), los de origen tibetano (Lama pai 喇嘛 派, "Rugido del León" 獅子吼, Grulla Blanca tibetana 白鶴派), los de origen musulmán “hui” (Cha Quan 查拳), los del origen militar (Xing Yi Quan 形意拳 Hsing I Chuan de “Yue Fei”), y los pertenecientes a tradiciones o clanes familiares "Pai" (派); que han tenido ciertas influencias entre ellos, en su origen o a lo largo de su historia.
China tiene una larga tradición milenaria en artes marciales con cientos de estilos diferentes, con características comunes pero cada uno con su propio linaje, técnicas y características. Según el tipo de linaje, en su denominación se suelen utilizar términos como jiā (家 "familia"), pài (派 "escuela/estilo") o mén (門 "escuela"), si bien el término más común es quán (拳 "boxeo/puño). Hay estilos que imitan los movimientos de los animales, otros están enfocados principalmente en el trabajo del Qì ( Qigong Chi kung), mientras que otros se concentran más en las habilidades de lucha.
Los estilos de kung-fu se pueden dividir en varias categorías: por ejemplo, externos (外家拳) e internos (内家拳), en referencia a si hacen mayor énfasis en el desarrollo de capacidades físicas o, por el contrario, en el potencial interior. También se pueden clasificar según su origen geográfico (con el río Yangtze como referencia limítrofe) en estilos del norte (北拳) y del sur (南拳). La principal diferencia destacable entre los estilos del norte y del sur es que los del norte tienden a enfatizar en las patadas (rápidas y potentes), saltos y sus movimientos, en general, son fluidos y rápidos, mientras que los estilos del sur se centran más en la fuerza de los brazos y las técnicas de mano, con posiciones firmes y estables. Ejemplos de estilos del norte incluyen el Changquan y el xingyiquan. Ejemplos de estilos del sur incluyen Bak Mei, Wuzuquan, Choy Li Fut y Wing Chun. Las artes marciales chinas también se pueden dividir según la filosofía, estilos imitativos (象形拳), y estilos familiares tales como Hung Gar (洪家). Algunos estilos no tienen una clara distinción entre internos o externos, ya que se trata de una cuestión de predominancia, como veremos a continuación.

### Clasificaciones geográficas
La línea divisoria tradicional entre las artes marciales chinas del norte y del sur es el río Yangtze. [4] Un adagio bien conocido sobre las artes marciales chinas es el término "puños del sur y patadas del norte" (「南拳 北 腿」). Este dicho enfatiza la diferencia entre los dos grupos de artes marciales chinas. Sin embargo, tales diferencias no son absolutas y hay muchos estilos del norte que destacan en las técnicas manuales y, por el contrario, hay muchos tipos diferentes de patadas en algunos estilos del sur. Un estilo también se puede clasificar más claramente de acuerdo con los hitos regionales, la provincia, la ciudad e incluso un pueblo específico.

#### Estilos del norte
Los estilos del norte / Běi pài (北 派) presentan posturas profundamente extendidas, como las posturas de caballo, arco, caída y dragón, conectadas por transiciones rápidas de fluidos, capaces de cambiar rápidamente la dirección en la que se emite la fuerza.
El grupo de artes marciales del norte incluye muchos estilos ilustres como Baguazhang, Bajiquan, Chāquán, Chuojiao, Garra de águila, Mantis religiosa del norte y Taijiquan. Chángquán a menudo se identifica como el estilo representativo del norte y forma una división separada en el plan de estudios moderno de Wushu.
Los estilos del norte exhiben un sabor distintivamente diferente de las artes marciales practicadas en el sur. En general, las características de entrenamiento de los estilos del norte ponen más énfasis en el trabajo de piernas, las patadas y las acrobacias. La influencia de los estilos del norte se puede encontrar en las artes marciales tradicionales coreanas y su énfasis en las patadas de alto nivel. [8]
Se ha sugerido que la presencia de patadas altas y patadas voladoras encontradas en los estilos del sur, en las artes marciales de Okinawa y, por lo tanto, en los estilos modernos no chinos como el karate y el taekwondo (y, por extensión, el kickboxing moderno) se deben a la influencia de los estilos del norte. durante la primera mitad del siglo XX.[9]

#### Estilos sureños
Artículo principal: Nanquan
Las artes marciales del sur de China / Nanquan (南 派) presentan posiciones bajas estables y movimientos cortos y poderosos que combinan ataque y defensa. En la práctica, Nanquan se enfoca más en el uso del brazo y las técnicas de cuerpo completo que las patadas altas o los movimientos acrobáticos. Hay varias explicaciones para esas características. La influencia de los estilos sureños se puede encontrar en Goju Ryu, un estilo de karate de Okinawa.
El término estilos sureños se aplica típicamente a los cinco estilos familiares del sur de China: Choy Gar (蔡家), Hung Gar (洪 家), Lau Gar (刘家), Ng Ying Kungfu (chino: 五 形 功夫), Li (Lee ) Familia (李家) y Mok Gar (莫家). Otros estilos incluyen: Choy Li Fut, Fujian White Crane, Dog Style Kungfu, Five Ancestors, Wing Chun, Southern Praying Mantis, Hak Fu Mun, Bak Mei y Dragon. Hay subdivisiones en los estilos del sur debido a sus características similares y patrimonio común. Por ejemplo, las artes marciales de Fujian pueden considerarse una de esas subdivisiones. Estos grupos comparten las siguientes características que "durante las peleas, los pugilistas de estos sistemas prefieren pasos cortos y peleas cerradas, con los brazos colocados cerca del pecho, los codos bajados y mantenidos cerca de los flancos para ofrecerles protección". Nanquan (Southern Fist) se convirtió en un componente separado y distinto del entrenamiento actual de Wushu. Fue diseñado para incorporar los elementos clave de cada estilo sureño importante.

### Clasificaciones religiosas
Las artes marciales chinas son un componente importante de la cultura china y también están influenciadas por las diversas religiones en China. Muchos estilos fueron fundados por grupos influenciados por una de las tres grandes religiones: budismo, taoísmo e islam.

#### Estilos budistas
Los estilos budistas (佛教, Fójiào) incluyen artes marciales chinas que se originaron o practicaron dentro de los templos budistas y luego se extendieron a la comunidad laica. Estos estilos a menudo incluyen filosofía budista, imágenes y principios. El más famoso de estos son los estilos Shaolin (y relacionados), p. Shaolinquan, Choy Li Fut, Luohanquan, Hung Gar, Wing Chun, Dragon style y White Crane.

#### Shaolin Kung Fu
Artículo principal: Shaolinquan
El término "Shaolin" (少林, Shàolín) se usa para referirse a aquellos estilos que tienen sus orígenes en Shaolin, ya sea el Monasterio Shaolin en la provincia de Henan, otro templo asociado con Shaolin como el Templo Shaolin del Sur en la provincia de Fujian, o incluso errantes monjes Shaolin. Las definiciones más restrictivas incluyen solo aquellos estilos que fueron concebidos en los terrenos del templo o incluso solo el templo original de Henan. La definición más amplia incluye casi todas las artes marciales chinas externas, aunque esto tiene mucho que ver con el atractivo de la "marca" de Shaolin. Un tema común para este grupo es la asociación con la filosofía del budismo Chán (Zen).

#### Estilos taoístas
Los estilos taoístas (道教; Dàojiào) se asocian popularmente con el taoísmo. Incluyen artes marciales chinas que fueron creadas o entrenadas principalmente en templos taoístas o ascetas taoístas, que a menudo se extendieron a laicos. Estos estilos incluyen aquellos entrenados en el templo de Wudang, y a menudo incluyen principios, filosofía e imágenes taoístas. Algunas de estas artes incluyen Taijiquan, Wudangquan, Baguazhang y Liuhebafa.

#### Estilos islámicos
Los estilos islámicos (回教; Huíjiào) son aquellos que se practicaban tradicionalmente única o principalmente por la minoría musulmana hui en China. Estos estilos a menudo incluyen principios o imágenes islámicas. Ejemplos de estos estilos incluyen: Chāquán, Tan Tui, algunas ramas de Xingyiquan, Bajiquan y Qīshìquán (七 士 拳).

### Clasificaciones externas e internas
La distinción entre artes marciales externas e internas (外 内) proviene del Epitafio de 1669 de Huang Zongxi para Wang Zhengnan. Stanley Henning propone que la identificación del epitafio de las artes marciales internas con el taoísmo indígena de China y su identificación de las artes marciales externas con el budismo extranjero de Shaolin, y la dinastía manchú Qing a la que se opuso Huang Zongxi, puede haber sido un acto de desafío político en lugar de uno de clasificación técnica. Kennedy y Guo sugieren que las clasificaciones externas e internas solo se hicieron populares durante el período republicano. Se utilizó para diferenciar entre dos grupos competidores dentro de la Academia Central Guoshu. Independientemente del origen de este esquema de clasificación, la distinción se vuelve menos significativa ya que todos los estilos completos de artes marciales chinas tienen componentes externos e internos. Este esquema de clasificación es solo un recordatorio del énfasis inicial de un estilo particular y no debe considerarse una división absoluta.

#### Estilos externos
El estilo externo (chino: 外家; pinyin: Wài jiā; literalmente: 'familia externa') a menudo se asocian con las artes marciales chinas. Se caracterizan por movimientos rápidos y explosivos y un enfoque en la fuerza física y la agilidad. Los estilos externos incluyen los estilos tradicionales centrados en la aplicación y la lucha, así como los estilos modernos adaptados para la competencia y el ejercicio. Ejemplos de estilos externos son Shaolinquan, con sus ataques explosivos directos y muchas formas de Wushu que tienen espectaculares técnicas aéreas. Los estilos externos comienzan con un enfoque de entrenamiento en la potencia muscular, la velocidad y la aplicación, y generalmente integran sus aspectos de qigong en el entrenamiento avanzado, después de alcanzar el nivel físico "duro" deseado. La mayoría de los estilos de artes marciales chinas se clasifican como estilos externos.
- Bafaquan (八法拳) - Boxeo de los ocho métodos
- Baihe Pai o Bak hok Pai (白鶴派) - Estilo (escuela) de la grulla blanca (tibetana)
- Bajiquan o Pachi chuan (八極拳) - Boxeo de ocho extremos
- Bak Mei o Pai Mei (白眉拳) - Ceja Blanca
- Baoquan (豹拳) estilo del leopardo
- BaYingQuan (八影拳) - Boxeo de ocho sombras
- Bei Shaolin (北少林) - Shaolin del Norte
- Chaquan (查拳) - Estilo Cha (boxeo largo)
- Changquan (長拳) - Boxeo Largo
- Chuōjiǎo (戳腳) - empuje de pies
- Choy Gar (蔡家拳) - estilo Familia Choi
- Choi Li Fut (蔡李佛) - Choy Gar + Li Gar + Fut Gar
- Di Tang Quan (地躺拳) - boxeo en el suelo
- Duan Quan (短拳) - estilo de distancia corta
- Emeiquan (峨嵋拳) - estilo de Emei
- Fanziquan (翻子拳) - estilo del volteo
- Fujian baihe quan (福建白鶴拳) - Grulla blanca de Fujian
- Fu Jow Pai (虎爪派) - Estilo de Garra de Tigre
- Fut Gar Kuen (佛家) - Puño de la familia budista
- Gouquan (狗拳) - Puño de perro
- Hop Gar (俠家) - estilo tibetano
- Houquan (猴拳) - Estilo del mono
  - Mono borracho (醉猴)
- Hei hu Quan (黑虎拳) - Estilo del tigre negro
- Huaquan (華拳) - Boxeo chino
- Hu Quan (虎拳) - Puño de Tigre
- Hung Fut (洪佛) - Estilo de la familia Hung y Fut
- Hung Gar o Hung Kuen (洪家拳) Estilo de la familia Hung
- Jing Wu Men (精武門) - Escuela Jing Wu
- Jow-Ga Kung Fu (周家) - estilo familiar Jow
- Lai Tung Pai - estilo Shaolin que mezcla el puño largo y corto
- Lama Pai (喇嘛派) estilo tibetano
- Lau gar (刘家) - Estilo de la familia Lau
- Li Gar (李家) - estilo de la familia Li
- Longquan (龙拳) - estilo del Dragón
- Luohan Quan o Loh Han Kuen (羅漢拳) estilo de Luohan o Arhat
- Meihuaquan (梅花拳) - estilo de la flor del ciruelo
- Mian Quan (棉花拳擊) - boxeo de algodón
- Mizongyi (迷蹤拳; Mízōngquán; 迷蹤羅漢拳 Mí zōng luóhàn quán) - estilo del engaño
- Mok Gar (莫家拳) estilo familiar Mok
- Nam Pai Chuan (南北拳) - boxeo del Norte y Sur
- Ng Ga Kuen - Estilo de las 5 familias (Hung, Mok, Li, Choy, Fut)
- Pao Chuí (炮捶) o San huang Paochui (三皇砲捶) - Puño de cañón (3 emperadores...)
- Piguaquan (劈掛拳) - Boxeo de manos cortantes
- Shaolinquan (少林拳) - estilo de Shaolin
- Shequan (蛇拳) - estilo de la serpiente
- Shuai Jiao (摔跤; Shuai Jiao) - estilos chinos y mongoles de la lucha libre
- Tán Tuǐ (/譚腿彈腿) - Estilo de patadas de salto
- Tang Lang Pai (螳螂派) o Tang Lang Quan (螳螂拳) - Estilo de la mantis
  - Mantis del norte (北派螳螂拳)
    - Qixing Tanglangquan (七星螳螂拳) Boxeo de la mantis 7 estrellas
    - Meihua Tanglangquan (梅花螳螂拳) Boxeo de la mantis de la flor de ciruelo
    - Liuhe Tanglangquan (六合螳螂拳) Boxeo de la mantis de las 6 armonías
    - Taiji Tanglangquan (太极螳螂拳) Boxeo de la mantis del principio supremo
    - Babu Tanlanquan

  - Mantis del sur (南派螳螂拳)
    - Chow Gar (周家) - estilo Mantis religiosa del sur de la familia Chow

  - Yǒngchūnquán (詠春拳)
- Wǔ xíng (五形) - Cinco elementos
- Wuzuquan o Ngo Cho Kun (五祖拳) - Cinco Ancestros
- Yau Kung Moon (软功門) - Estilo del poder flexible
- Yingzhaoquan (鷹爪拳) - Estilo de la garra de águila
- Yuejiaquan (岳家拳) - boxeo de la familia Yue
- Zui Quan (醉拳) - Puño Borracho

#### Estilos internos
Artículo principal: Neijia
Los estilos internos (chino: 内 家; pinyin: Nèi jiā; literalmente: 'familia interna') se centran en la práctica de elementos tales como la conciencia del espíritu, la mente, el qi (respiración o flujo de energía) y el uso de apalancamiento relajado. que la tensión muscular, que los estilistas suaves llaman "fuerza bruta". [16] Si bien Chang Nai-chou describió los principios que distinguen los estilos internos de los externos al menos en el siglo XVIII, Sun Lutang registró por primera vez los términos modernos que distinguen los estilos externos e internos; quien escribió que Taijiquan, Baguazhang y Xingyiquan eran artes internas. Más tarde, otros comenzaron a incluir su estilo bajo esta definición; por ejemplo, Liuhebafa, Zi Ran Men y Yiquan.
Los componentes del entrenamiento interno incluyen el entrenamiento de la postura (zhan zhuang), el estiramiento y el fortalecimiento de los músculos, así como en formas de manos y armas vacías que pueden contener una coordinación bastante exigente de una postura a otra. Muchos estilos internos tienen entrenamiento básico para dos personas, como empujar las manos. Una característica destacada de los estilos internos es que las formas generalmente se realizan a un ritmo lento. Se cree que esto mejora la coordinación y el equilibrio al aumentar la carga de trabajo y requiere que el estudiante preste atención minuciosa a todo su cuerpo y su peso mientras realizan una técnica. En algunos estilos, por ejemplo en el estilo Chen de taijiquan, hay formas que incluyen explosiones repentinas de movimientos explosivos. En un nivel avanzado, y en la lucha real, los estilos internos se realizan rápidamente, pero el objetivo es aprender a involucrar a todo el cuerpo en cada movimiento, mantenerse relajado, con respiración profunda y controlada, y coordinar los movimientos del cuerpo y La respiración con precisión de acuerdo con los dictados de las formas, manteniendo un equilibrio perfecto. Los estilos internos se han asociado en la leyenda y en mucha ficción popular con los monasterios taoístas de Wudangshan en el centro de China.

- Baguazhang (八卦掌; Bagua Zhang) - Palma de los Ocho trigramas
  - Chou Yi (邱毅) - Camino Circular
- Liuhebafa Chuan (六合八法 Liu He Pa Fa, Lok Hup Ba Fa) - Seis Armonías y ocho métodos o boxeo del agua
- Tai Chi Chuan (Taijiquan 太極拳) - Boxeo de la Energía Suprema
  - Taijiquan estilo Chen (陳家太極拳)
  - Taijiquan estilo Yang
  - Taijiquan Wu (Hao)
  - Taijiquan estilo Wu
  - Taijiquan estilo Sun
- Tongbeiquan (通背拳) - Boxeo de difusión de la energía desde la espalda
- Xingyiquan o Hsing I Chuan (形意拳) - Boxeo de la Forma y la Mente (o de los Cinco Elementos y los 12 animales)
- Yiquan (意拳 I Chuan) - boxeo de la Mente (intención o voluntad)
- Zi Ran Men (自然门) - boxeo natural o "puño de la naturaleza"

### Híbridos o modernos
Los siguientes sistemas de artes marciales han sido influenciados por otras culturas o poseen linajes que comenzaron después de 1940:
- Tien Shan Pai (天山派)
  - Wing Tsun o Wing Chun(詠春)
- Hong Cha
- Di Som
- Jeet Kune Do (振藩截拳道) - Camino del puño que intercepta, estilo creado por el artista marcial y actor de cine Bruce Lee basado en los conceptos del kung-fu estilo Wing chun e incorpora diversas disciplinas de lucha, como el kickboxing, el Judo y la Eskrima filipina buscando la economía de movimientos, y la efectividad en todas las distancias.
- Jing Quan Dao (精拳道) - Camino del puño alerta
- Kenpō (拳法 quánfǎ = método de boxeo = kungfú) - Término japonés de varios estilos de artes marciales chinas estructuradas bajo modelos japoneses.
- Kong-Dao (空道) Camino del Vacío
- Kuntao (拳道o拳頭) - Camino del Puño, un término hokkien en referencia a las artes marciales chinas que se practican en el sudeste de Asia e Indonesia, en particular,
  - Liu Seong Kuntao (también Liu Seong Gung Fu, Liu Chuan Fa Seong) - arte chino con influencia Indonesia, practicada principalmente en los Estados Unidos
- Shaolin-Do (少林道) - el Camino de Shaolin
- Wushu (武術) o "kung fu" deportivo. 
  - Changquan (長拳) - Estilos del Norte
  - Nanquan (南拳) - Estilos del Sur
  - Taijiquan (太极拳) - o estilo interno que busca mejorar la salud física y mental derivado del Tai Chi Chuan tradicional.

## El kung-fu deportivo
El kung-fu tiene una faceta deportiva en la que se reflejan los aspectos o características propias de su identidad.
La competición deportiva en el kung-fu viene regulada por unas reglas de competición Archivado el 3 de marzo de 2019 en Wayback Machine. que determinan su práctica.
El kung-fu deportivo es una modalidad de lucha que contempla dos modalidades de competición diferenciadas: el combate y las formas (o rutinas).

### Formas
Taolu (套路) - coreografías compuestas por un conjunto de técnicas propias de cada estilo de kung-fu en las que se representa una lucha.
Área de competición: rectangular 12 x 8 m.
Categorías según:
- Estilos: Externos / Internos

- N.º Componentes: Individual / Grupo

- Con o sin armas

- Edad

Normas de puntuación: valoración según parámetros de la composición y la ejecución de las formas

### Combate
Lucha entre dos competidores
Sanshou (散手) - término general para los métodos de combate, para el deporte se suele utilizar el término Sanda (散打)
Área de competición: cuadrada 8 x 8 m.
Lei Tai (擂台) - plataforma de competición elevada de combate.
Categorías según:
- Sexo

- Peso

- Edad

Normas: puntuación/penalización:
- Técnicas permitidas/prohibidas: se permiten las técnicas de golpeo con puño, patadas y también los agarres con el fin de derribar al oponente.

- Zonas del cuerpo permitidas/prohibidas

Protecciones: casco, peto, guantes
Existen otras modalidades de combate:
- Qingda (lightcontact)
- Tuishou
- Shuaijiao

## Defensa personal
Los principios de la filosofía budista basados en la "no violencia" favorecieron que los monjes de Shaolin sufrieran saqueos y agresiones en una concepción extremista de este concepto, estando mal visto que un monje budista hiciera uso de habilidades de lucha, ya que se consideraba hacer uso de la violencia. Damo con su concepción del budismo chan (zen) les hizo comprender que utilizar las habilidades de lucha para defenderse no era un acto violento que transgrediese los principios budistas.
La gran variedad de técnicas utilizadas en el kung-fu dotan de un amplio abanico de recursos para la defensa personal.

## Filosofía
El kung-fu está basado en unos principios filosóficos de origen oriental. Las escuelas tradicionales chinas de artes marciales, tales como el famoso monasterio de Shaolin, consideran que el kung-fu no es sólo un método de lucha (o autoprotección), sino que también es una filosofía. Así, por ejemplo el venerable abad de Shaolin llamado Shi Su Xi afirmaba que lo fundamental en Shaolin es la filosofía, no la lucha (少林是禅不是拳 "Shaolin shì Chan, bushi Quán").

### Influencias filosóficas
Estos principios provienen principalmente de dos filosofías:
- Budismo Chan (禅Chan = Zen = “meditación”): conducta ética (no violencia, bondad,…), respiración, relajación, autocontrol (de las emociones), paz interior, crecimiento personal, felicidad,…

Símbolo del Tao

- Taoísmo: Tao (道 Dao = Do japonés = “camino”) = yin/yang (yin = negativo, oscuridad,…/ yang = positivo, luz,…) son los opuestos que se complementan entre sí. Fluir en armonía y equilibrio con la naturaleza, ganar serenidad y energía interior (气 qì).

Estos principios se relacionan con lo que se conoce en las artes marciales con el término de "Budo" (en japonés) = Wu Dao (武道) = “Camino del guerrero” (conjunto de normas éticas)
Así mismo, Wude (武 德) se puede traducir como "moralidad marcial" y se construye a partir de los términos wu (武), que significa marcial, y de (德), que significa moral. Wude se ocupa de dos aspectos; "la moral de la acción" y "la moral de la mente". La moral de la acción se refiere a las relaciones sociales; la moral de la mente tiene la intención de cultivar la armonía interior entre la mente emocional (心 Xin) y la mente intelectual (慧 Hui). El objetivo final es alcanzar "sin extremismo" (無 極 Wuji - relacionado con el concepto taoísta de Wuwei - 無為) la armonía entre sabiduría y emociones.

### Valores del kung-fu
| Concepto   | Nombre | Chino tradicional | chino simplificado | romanización Pinyin | cantonés |
| ---------- | ------ | ----------------- | ------------------ | ------------------- | -------- |
| Humildad   | Qian   | 謙                | 谦                 | Qian                | him1     |
| Honestidad | Cheng  | 誠                | 诚                 | chéng               | sing4    |
| Solemnidad | Li     | 禮                | 礼                 | lǐ                  | lai5     |
| Justicia   | Yi     | 義                | 义                 | yì                  | yi6      |
| Confianza  | Xin    | 信                | 信                 | Xin                 | seun3    |

| Concepto      | Nombre | chino | romanización Pinyin | cantonés |
| ------------- | ------ | ----- | ------------------- | -------- |
| Valor         | Yong   | 勇    | yǒng                | yung5    |
| Paciencia     | Ren    | 忍    | Ren                 | yan2     |
| Resistencia   | Heng   | 恒    | Heng                | hang4    |
| Perseverancia | Yi     | 毅    | yì                  | ngai6    |
| Voluntad      | Zhi    | 志    | Zhi                 | ji3      |

### El saludo

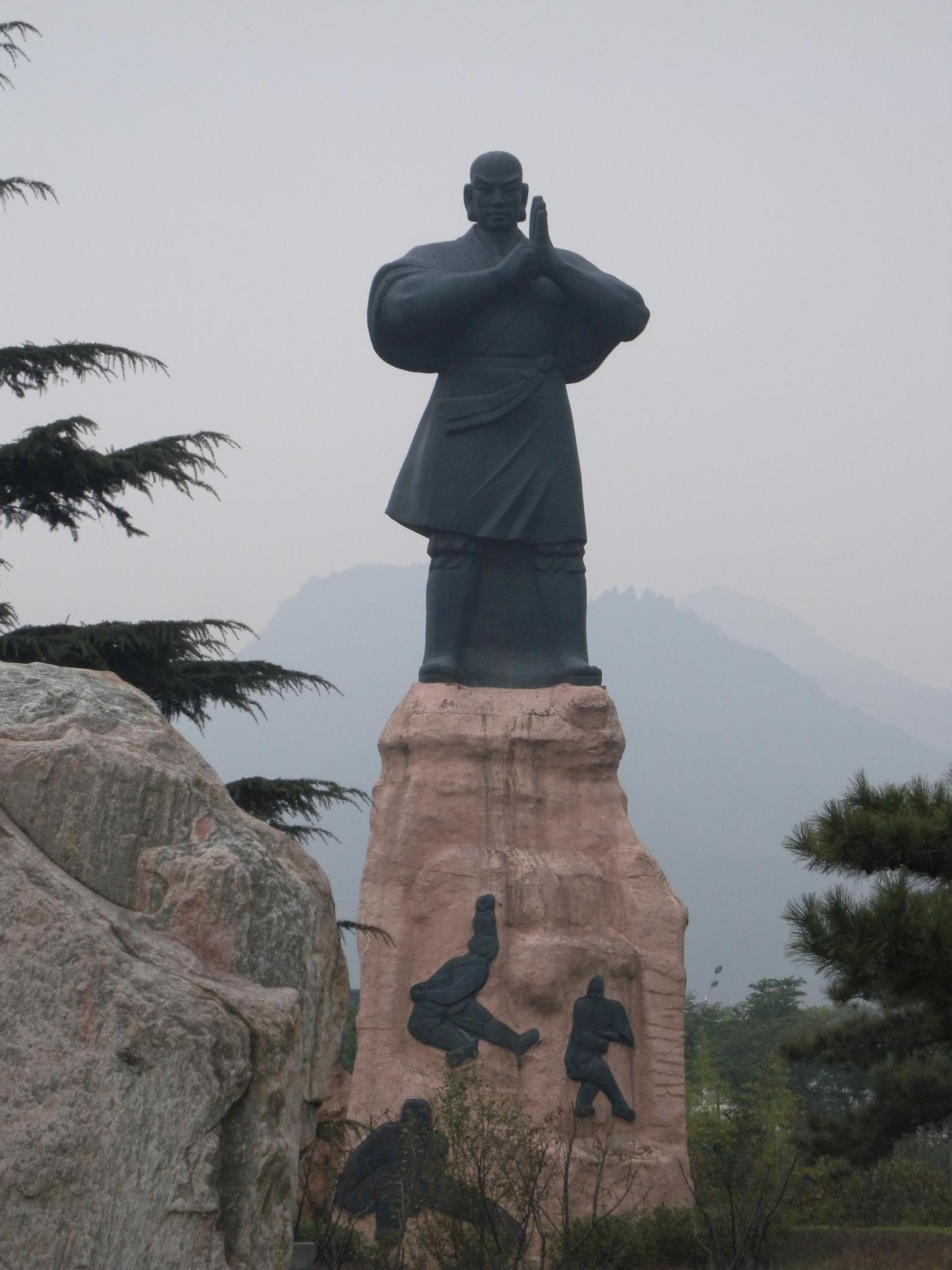
Estatua en gesto de saludo (Shaolin)

El saludo en kung-fu es una expresión de estos valores, en especial, de respeto. Forma parte de las normas de cortesía en el saludo a los maestros, compañeros, oponentes,...
El saludo de kung-fu más habitual (Bào Quan Li 保全力) consiste en la mano izquierda abierta sobre el puño derecho. Si se porta un arma, el arma es sujetada por la mano dominante (zurda o diestra) y la palma de la otra mano cubre el puño.
Existen varias interpretaciones de lo que representa esta forma gestual del saludo según la fuente: históricamente la mano izquierda abierta representa el yang (sol,...) y la mano derecha cerrada en forma de puño simboliza el yin (luna,...), filosóficamente representa la superioridad de la razón sobre la fuerza, etc. El saludo se realiza de pie (con los pies juntos o en posición xūbù), postura erguida, con la vista hacia quien saludamos y los brazos a la altura del pecho.
El saludo en kung-fu se debe de efectuar en diversas situaciones como: al entrar y salir de la sala de entrenamiento (kwoon), saludar al maestro o instructor, al iniciar y finalizar un ejercicio en pareja, así como, al comenzar y finalizar las clases.

## En la cultura popular
Se pueden encontrar referencias a los conceptos y el uso de las artes marciales chinas en la cultura popular. Históricamente, la influencia de las artes marciales chinas se puede encontrar en los libros y en las artes escénicas específicas de Asia. Recientemente, esas influencias se han extendido a las películas y la televisión que se dirigen a un público mucho más amplio. Como resultado, las artes marciales chinas se han extendido más allá de sus raíces étnicas y tienen un atractivo global.
Las artes marciales juegan un papel destacado en el género literario conocido como wuxia (武俠小說). Este tipo de ficción se basa en conceptos chinos de caballería, una sociedad de artes marciales separada (武林; Wulin) y un tema central que involucra artes marciales. Las historias de Wuxia se remontan al siglo II y siglo III a. C., se hicieron populares por la dinastía Tang y evolucionaron a una forma novedosa por la dinastía Ming. Este género sigue siendo extremadamente popular en gran parte de Asia y proporciona una gran influencia para la percepción pública de las artes marciales.
Las influencias de las artes marciales también se pueden encontrar en la danza, el teatro y especialmente en la ópera china, de las cuales la ópera de Beijing es uno de los ejemplos más conocidos. Esta popular forma de drama se remonta a la dinastía Tang y continúa siendo un ejemplo de la cultura china. Algunos movimientos de artes marciales se pueden encontrar en la ópera china y algunos artistas marciales se pueden encontrar como artistas en las óperas chinas.
En los tiempos modernos, las artes marciales chinas han generado el género de cine conocido como la película de Kung fu. Las películas de Bruce Lee fueron fundamentales en la explosión inicial de la popularidad de las artes marciales chinas en Occidente en la década de 1970. Bruce Lee fue la icónica superestrella internacional que popularizó las artes marciales chinas en Occidente. La influencia del arte marcial chino ha sido ampliamente reconocida y tiene un atractivo mundial en los cines occidentales, comenzando con Bruce Lee.
Artistas marciales y actores como Jet Li y Jackie Chan han continuado el atractivo de las películas de este género. Jackie Chan introdujo con éxito un sentido del humor en su estilo de lucha en sus películas. Las películas de artes marciales de China a menudo se denominan "películas de kung fu" (功夫片), o "wire-fu" si se realiza un trabajo extenso de alambre para efectos especiales, y aún son mejor conocidas como parte de la tradición del teatro de kung fu. El talento de estos individuos ha ampliado la producción cinematográfica de Hong Kong y ha ganado popularidad en el extranjero, influyendo en los cines occidentales.
En el oeste, el kung fu se ha convertido en un elemento básico de acción regular y aparece en muchas películas que generalmente no se considerarían películas de artes marciales. Estas películas incluyen, entre otras, The Matrix Trilogy, Kill Bill y The Transporter.
Los temas de artes marciales también se pueden encontrar en las cadenas de televisión. Una serie de televisión occidental de la cadena estadounidense de principios de la década de 1970 llamada Kung Fu también sirvió en un intento de incorporar las artes marciales chinas en la televisión. Con 60 episodios en un lapso de tres años, fue uno de los primeros programas de televisión de América del Norte que intentó transmitir la filosofía y la práctica de las artes marciales chinas. El uso de las técnicas de artes marciales chinas ahora se puede encontrar en la mayoría de las series de acción de televisión, aunque la filosofía de las artes marciales chinas rara vez se describe en profundidad. En 2003, el canal de televisión Fuse comenzó a emitir episodios de un programa de televisión de media hora titulado Kung Faux que se casó con películas clásicas de kung fu con sensibilidad hip hop y afectos cómicos para obtener un éxito crítico resistente.

## Practicantes destacados
Algunos ejemplos de practicantes de kung-fu conocidos (武术名师) a lo largo de la historia son:
- Taizu (927 – 976) fue emperador de la dinastía Song. Fomentó el desarrollo del kung-fu. Se le atribuye la creación del estilo changquan, así como el haber influenciado en el desarrollo de otros estilos.
- Yue Fei (1103-1142 d. C.) fue un famoso general chino de la dinastía Song. Legendariamente, se le atribuye la creación del estilo xingyiquan y el de la garra del águila, sin embargo, no hay evidencia histórica.
- Ng Mui (siglo XVII) fue la legendaria fundadora de muchas artes marciales chinas del Sur, tales como el Wing Chun y la grulla blanca de Fujian. A menudo se la considera una de los Cinco ancestros legendarios que sobrevivieron a la destrucción del templo de Shaolin durante la dinastía Qing.
- Yang Luchan (1799-1872) fue el fundador del estilo Yang de Tai Chi Chuan en Pekín. También es conocido por transmitir el arte a las familias de taichí Wu/Hao, Wu y Sun.
- Diez Tigres de Cantón (siglo XIX) fue un grupo de diez de los mejores maestros de las artes marciales chinas en la provincia de Guangdong (Cantón) hacia el final de la dinastía Qing (1644-1912). Wong Kei-Ying, el padre de Wong Fei Hung, era un miembro de este grupo.
- Wong Fei Hung (1847-1924) fue considerado un héroe popular chino durante el período republicano. Se hicieron más de cien películas de Hong Kong sobre su vida. Sammo Hung, Jackie Chan y Jet Li han retratado su personaje en taquilleras películas.
- Huo Yuanjia (1867-1910) fue maestro del estilo mizongquan, fundador de la Asociación Atlética Chin Woo (1910). Famoso por sus torneos con extranjeros. Su biografía fue representada en la película Sin Miedo (2006).
- Yip Man (1893-1972) maestro del Wing Chun y el primero en enseñar este estilo abiertamente. También fue el maestro de Bruce Lee. Su biografía se ha representado en la película Ip Man.
- Gu Ruzhang (1894-1952) fue un artista marcial chino que difundió el Bak Siu Lum (Shaolin del Norte) por el sur de China en el siglo XX. Gu era conocido por su experiencia en la Palma de Hierro, técnica de acondicionamiento que forma parte del entrenamiento de varios estilos de kung-fu.
- Bruce Lee (1940-1973) artista marcial y actor estadounidense de origen chino, considerado un icono importante del siglo XX. [ 62 ] El uso de Wing Chun fue su base, haciendo popular a este estilo, posteriormente aprendió de otros sistemas de lucha, desarrollando su propia filosofía de las artes marciales llamada Jeet Kune Do.
- Jackie Chan (1954 - ) artista marcial y actor chino muy conocido por la introducción de la comedia en sus representaciones de artes marciales, y por realizar acrobacias complejas en muchas de sus películas.
- Jet Li (1963 - ) artista marcial y actor chino, fue cinco veces campeón de China en el deporte del wushu.
- Donnie Yen (1963 - ) es un actor de artes marciales, director de cine y productor de Hong Kong, coreógrafo de acción y medallista en torneo mundial de wushu.
- Wu Jing (1974 - ) es un artista marcial, actor y director de Hong Kong. Fue miembro del equipo de wushu de Pekín. Comenzó su carrera como coreógrafo de acción y más tarde como actor.